# 24 Heures de terreur
Pour plus de détails, voir Fiche technique et Distribution.
24 Heures de terreur (A Day of Fury) est un western américain réalisé par Harmon Jones, sorti en 1956.

## Synopsis
En route vers la petite ville de West End, l'as de la gâchette Jagade sauve la vie du marshal Alan Burnett devant bientôt  épouser là Sharman Fulton, ex-compagne du premier et ancienne danseuse de saloon. Lorsqu'il apprend par Jagade le passé de Sharman, le pasteur Jason qui devait célébrer le mariage décide de l'annuler...

## Fiche technique
- Titre : 24 Heures de terreur
- Titre original : A Day of Fury
- Réalisation : Harmon Jones
- Scénario : James Edmiston et Oscar Brodney, d'après une histoire du premier
- Musique : Irving Gertz et Henry Mancini (non crédités)
- Directeur de la photographie : Ellis W. Carter
- Direction artistique : Robert F. Boyle et Alexander Golitzen
- Décors de plateau : Russell A. Gausman et Ray Jeffers
- Costumes : Jay A. Morley Jr. et Rosemary Odell
- Montage : Sherman Todd
- Producteur : Robert Arthur
- Compagnie de production et de distribution : Universal Pictures
- Genre : Western en Technicolor - 79 minutes
- Date de sortie ( États-Unis) : 1er mai 1956

## Distribution
- Dale Robertson : Jagade
- Mara Corday : Sharman Fulton
- Jock Mahoney : Marshal Alan Burnett
- Carl Benton Reid : Juge McLean
- Jan Merlin : Billy Brand
- John Dehner : le pasteur Jason
- Dee Carroll : Mlle Timmons
- Sheila Bromley : Marie
- James Bell : Doc Logan
- Dani Crayne : Claire
- Howard Wendell : Vanryzin
- Charles Cane : Duggen
- Phil Chambers : Burson
- Sydney Mason : Beemans
- Helen Kleeb : Mme McLean

## Galerie photos

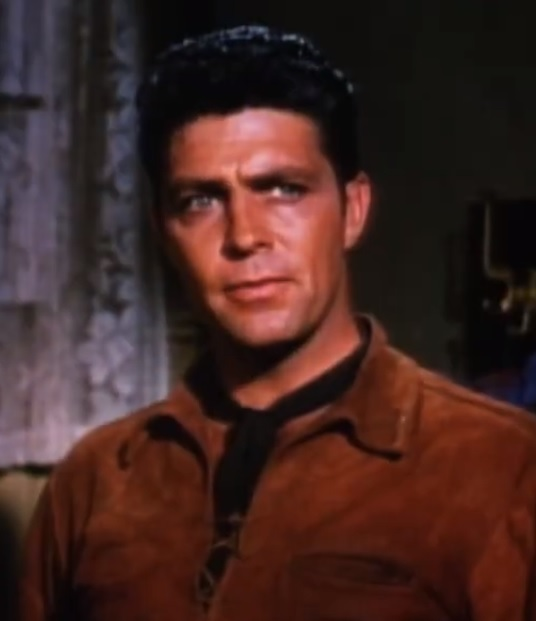
Dale Robertson
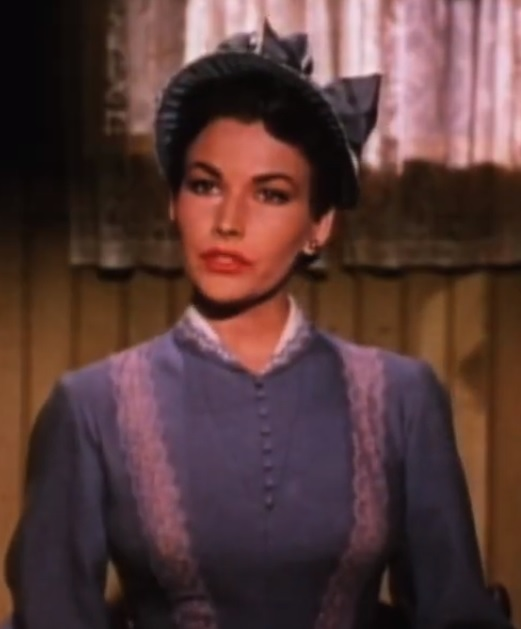
Mara Corday
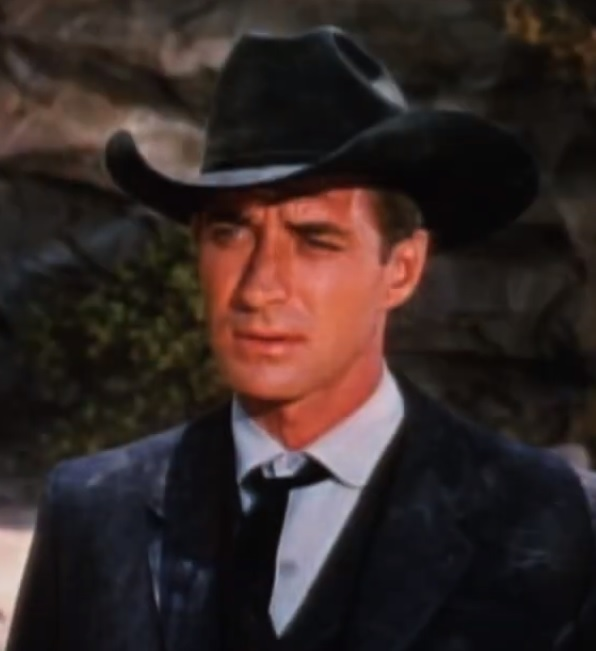
Jock Mahoney
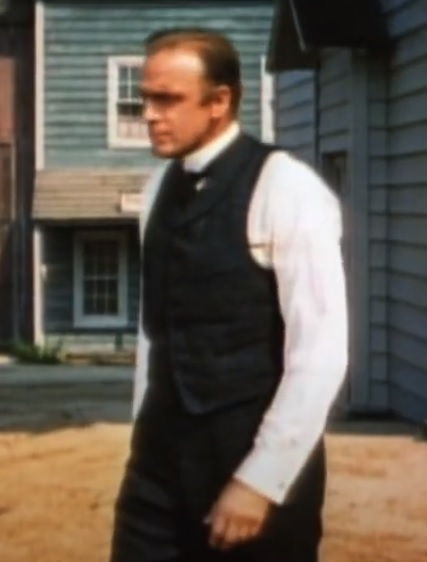
John Dehner
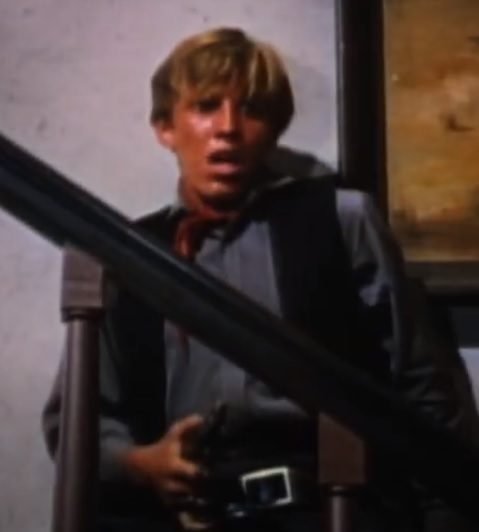
Jan Merlin